# تشاد كولي
تشاد كولي (بالإنجليزية: Chad Colley)‏ هو متزلج جبال أمريكي، ولد في 1944. مثَّل الولايات المتحدة في الألعاب البارالمبية الشتوية 1992.